# Bathyphantes yodoensis
Bathyphantes yodoensis är en spindelart som beskrevs av Ryoji Oi 1960. Bathyphantes yodoensis ingår i släktet Bathyphantes och familjen täckvävarspindlar. Inga underarter finns listade.